# Retroarco

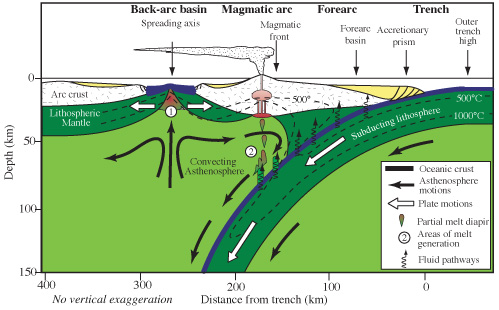
Esquema mostrando la sección de una cuenca trasarco con desarrollo de una dorsal con creación de nueva corteza oceánica.

Un retroarco o trasarco es el área de detrás de un arco volcánico en una zona de subducción. En arcos insulares consiste de una cuenca de retroarco con corteza oceánica y profundidades abisales la cual puede estar disectada por vestigios de antiguos arcos insulares. Para arcos continentales la región de retroarco constituye parte de una plataforma continental, que puede estar sobre el nivel del mar o sumergida formando cuencas oceánicas de escasa profundidad.